# Myrmeciza immaculata
Myrmeciza immaculata là một loài chim trong họ Thamnophilidae.